# Оскар (11-та церемонія вручення)
11-та церемонія вручення нагород премії «Оскар» Академії кінематографічних мистецтв і наук за досягнення в галузі кінематографа за 1938 рік відбулася 23 лютого 1939 року в готелі «Балтимор» в Лос-Анджелесі, Каліфорнія, США.

## Інформація про церемонію
Вперше в історії «Оскара» церемонія пройшла без ведучого. Також вперше іноземний фільм, «Велика ілюзія», режисера Жана Ренуара номіновано у категорії «Найкращий фільм».

## Переможці та номінанти
Переможці вказуються першими, виділяються жирним шрифтом та відмічені знаком «★».
| Найкращий фільм | Найкраща режисерська робота |
| --- | --- |
| - «З собою не забрати» – Френк Капра для Columbia Pictures★ - «Пригоди Робін Гуда» – Гал Б. Волліс, Генрі Бланке для Warner Bros. - «Регтайм бенд Олександра» – Дерріл Занук, Гаррі Джо Браун для 20th Century Fox - «Місто хлопчиків» – Джон В. Консідін-молодший для Metro-Goldwyn-Mayer - «Цитадель» – Віктор Савілл для Metro-Goldwyn-Mayer - «Чотири доньки» – Гал Б. Волліс, Генрі Бланке для Warner Bros., First National Pictures - «Велика ілюзія» – Френк Ролмер, Альберт Пінкович для Réalisation d'art cinématographique, World Pictures - Єзавель» – Гал Б. Волліс, Генрі Бланке для Warner Bros. - «Пігмаліон» – Габріель Паскаль для Pascal Film Productions - «Пілотний тест – Луї Д. Лайтон для Metro-Goldwyn-Mayer | - Френк Капра – «З собою не забрати»★ - Майкл Кертіс – «Янголи з брудними обличчями» - Норман Таурог – «Місто хлопчиків» - Кінг Відор – «Цитадель» - Майкл Кертіс – «Чотири доньки» |
| Найкраща чоловіча роль | Найкраща жіноча роль |
| - Спенсер Трейсі – «Місто хлопчиків» за роль батька Фланагана★ - Шарль Буає – «Алжир» за роль Пепе ле Моко - Джеймс Кегні – «Янголи з брудними обличчями» за роль Рокі Саллівана - Роберт Донат – «Цитадель» за роль доктора Ендрю Менсона - Леслі Говард – «Пігмаліон» за роль професора Генрі Хіггінса | - Бетті Девіс – «Єзавель» за роль Джулі Марсден★ - Фей Бейнтер – «Білі прапори за роль Ханни Пармалі - Венді Гіллер – «Пігмаліон» за роль Елізи Дулітл - Норма Ширер – «Марія-Антуанетта» за роль Марії-Антуанетти - Маргарет Саллаван – «Три товариші» за роль Патрісії Голман |
| Найкраща чоловіча роль другого плану | Найкраща жіноча роль другого плану |
| - Волтер Бреннан – «Кентуккі» за роль Пітера Гудвіна★ - Джон Гарфілд – «Чотири доньки» за роль Міккі Бордена - «Джин Локхарт – «Алжир» за роль Регіса - Роберт Морлі – «Марія-Антуанетта» за роль Людовика XVI - Безіл Ретбоун – «Якби я був королем» за роль Людовика XI | - Фей Бейнтер – «Єзавель» за роль тітки Белль Мессі★ - Б'юла Бонді – «Людських сердець» за роль Мері Вілкінс - Біллі Берк – «Весело ми живемо» за роль Емілі Кілбурн - Спрінг Байтінгтон – «З собою не забрати» за роль Пенні Сікамор - Милиця Кор'юс – «Великий вальс» за роль Карли Доннер |
| Найкраща оригінальна історія | Найкращий адаптований сценарій |
| - «Місто хлопчиків» – Елеонора Гріффін, Доре Шарі★ - «Регтайм бенд Олександра» – Ірвінг Берлін - «Янголи з брудними обличчями» – Роуленд Браун - «Блокада» – Джон Говард Лоусон - «Божевільна музика» – Марчелла Берк, Фредерік Конер - «Пілотний тест» – Френк Вейд | - «Пігмаліон» — Бернард Шоу, Вільям Персі Ліпскомб, Сесіль Льюїс, Іен Далрімпл (за однойменною п'єсою Бернарда Шоу)★ - «Місто хлопчиків» — Джон Міган, Доре Шарі (за оповіданням Шарі та Елеонори Гріффін) - «Цитадель» — Іен Далрімпл, Френк Вейд, Елізабет Хілл (за однойменним романом Арчибальда Кроніна) - «Чотири доньки» — Джуліус Дж. Епстейн, Ленор Кава (за оповіданням Фанні Херст «Sister Act») - «З собою не забрати» — Роберт Ріскін (за однойменною п'єсою Джорджа Кауфмана і Мосса Гарта) |
| Найкращий ігровий короткометражний фільм, однокатушечний | Найкращий ігровий короткометражний фільм, двокатушечний |
| - «Щоб матері могли жити» – Metro-Goldwyn-Mayer★ - «Велике серце» – Metro-Goldwyn-Mayer - «Лісоруби» – 20th Century Fox | - «Декларація незалежності» – Warner Bros.★ - «Час свінгу у фільмах» – Warner Bros. - «Вони завжди спіймані» – Metro-Goldwyn-Mayer |
| Best Original Score | Найкращий анімаційний короткометражний фільм |
| - «Пригоди Робін Гуда» – Еріх Вольфганг Корнгольд★ - «Армійська дівчина – Віктор Янг - «Блоки – «Марвін Хетлі - «Блокада» – Вернер Янссен - «Розбити лід» – Віктор Янг - «Ковбой і леді» – Альфред Ньюман - «Якби я був королем» – Річард Хагеман - Марія-Антуанетта» – Герберт Стотарт - «Тихоокеанський лайнер» – Роберт Рассел Беннетт - «Суец» – Луї Сільверс - «Молоді серцем» – Франц Ваксман | - «Фердинанд – Бик» – The Walt Disney Company, RKO Radio★ - «Хоробрий маленький кравець» – The Walt Disney Company, RKO Radio - «Хороші скаути» – The Walt Disney Company, RKO Radio - «Ханькі та Спанкі» – Paramount Pictures - «Матінка Гуска йде в Голлівуд» – The Walt Disney Company, RKO Radio |
| Best Scoring | Найкраща пісня до фільму |
| - «Регтайм бенд Олександра» – Альфред Ньюман★ - «Безтурботний» – Віктор Баравалль - «Школа для дівчат» – Морріс Столофф, Григорій Стоун - «Дурники Голдуін – Альфред Ньюман - «Єзавель» – Макс Стайнер - «Божевільна музика» – Чарльз Превін, Френк Скіннер - «Буря над Бенгалією» – Су Фойер - «Милі» – Герберт Стотарт - «Там іде моє серце» – Марвін Хетлі - «Тропічне свято» – Борис Моррос - «Молоді серцем» – Франц Ваксман | - «Thanks for the Memory»" для «Велика трансляція 1938 року» – музика: Ральф Рейнджер; слова: Лео Робін★ - «Always, Always» для «Манекен» – музика: Едвард Ворд; слова: Джордж Форест, Роберт Райт - «Змінити партнерів» для «Безтурботний» – музика, слова: Ірвінг Берлін - «The Cowboy and the Lady» для «Ковбой і леді» – музика: Ліонель Ньюман; слова: Артур Квензер - «Dust» для «Під Західними зірками» – музика, слова: Джонні Марвін - «Jeepers Creepers» для «Місця, що йдуть» – музика: Гаррі Воррен; слова: Джонні Мерсер - «Merrily We Live» для «Весело ми живемо» – музика: Філ Чаріг; слова: Артур Квензер - «A Mist Over the Moon» для «Леді об'єкти» – музика: Бен Окленд; слова: Оскар Гаммерштейн II - «My Own» для «Цей певний вік» – музика: Джиммі Макх'ю; слова: Гарольд Адамсон - «Now It Can Be Told» для «Регтайм бенд Олександра» – музика, слова: Ірвінг Берлін |
| Найкращий монтаж | Найкращий звук |
| - «Пригоди Робін Гуда» – Ральф Довсон★ - «Регтайм бенд Олександра» – Барбара Маклін - «Великий вальс» – Том Хелд - «Пілотний тест» – Том Хелд - «З собою не забрати» – Джин Гавлік | - «Ковбой і леді» – Томас Т. Моултон★ - «Армійська дівчина» – Чарльз Л. Лотенс - «Чотири доньки» – Натан Левінсон - «Якби я був королем» – Лорен Л. Райдер - «Весело ми живемо» – Елмер Рагузе - «Суец» – Едмунд Г. Гансен - «Милі» – Дуглас Ширер - «Цей певний вік» – Бернар Б. Браун - «Жвава леді» – Джон О. Ольберг - «З собою не забрати» – Джон П. Лівадар |
| Найкраща робота художника-постановника | Найкраща операторська робота |
| - «Пригоди Робін Гуда» – «Карл Жуль Вейл★ - «Пригоди Тома Сойєра» – «Лайл Р. Уілер - «Регтайм бенд Олександра» – Бернард Герзбрун, Борис Левен - «Алжир» – Олександр Толубов - «Безтурботний» – Ван Нест Полглаз - «Дурники Голдвіна» – Річард Дей - «Свято» – Стівен Гуссон, Ліонель Банки - «Якби я був королем» – Ганс Дрейер, Джон Б. Гудман - «Божевільна музика» – Джек Оттерсон - «Марія-Антуанетта» – Седрік Гіббонс - «Весело ми живемо» – «Чарльз Д. Холл | - «Великий вальс» – Джозеф Руттенберг★ - «Алжир» – Джеймс Вонг Хоу - «Армійська дівчина» – Ернест Міллер, Гаррі Дж. Вайлд - «Буккер» – Віктор Мілнер - «Єзавель» – Ернест Галлер - «Божевільна музика» – Йосиф Валентин - «Весело ми живемо» – Норберт Бродіне - «Суец» – Певерелл Марлі - «Жвава леді – Роберт Де Грассе - «З собою не забратиu» – Джозеф Уолкер (оператор) - «Молоді серцем» – Леон Шамрой |

## Фільми з кількома номінаціями та нагородами
На 11-ій премії «Оскара» 28 фільмів отримали номінації та нагороди .
| Номінації | Фільм                         | Нагороди |
| --------- | ----------------------------- | -------- |
| 7         | «З собою не забрати»          | 2        |
| 6         | «Регтайм бенд Олександра»     | 1        |
| 5         | «Єзавель»                     | 2        |
| 5         | «Місто хлопчиків»             | 2        |
| 5         | «Чотири доньки»               | –        |
| 5         | «Merrily We Live»             | –        |
| 4         | «Пригоди Робін Гуда»          | 3        |
| 4         | «Пігмаліон»                   | 1        |
| 4         | «Алжир»                       | –        |
| 4         | «Божевільна музика»           | –        |
| 4         | «Марія-Антуанетта»            | –        |
| 4         | «Цитадель»                    | –        |
| 4         | «Якби я був королем»          | –        |
| 3         | «Великий вальс»               | 1        |
| 3         | «Ковбой і леді»               | 1        |
| 3         | «Армійська дівчина»           | –        |
| 3         | «Безтурботний»                | –        |
| 3         | «Молоді серцем»               | –        |
| 3         | «Пілотний тест»               | –        |
| 3         | «Суец»                        | –        |
| 3         | «Янголи з брудними обличчями» | –        |
| 2         | «Блокада»                     | –        |
| 2         | «Дурники Голдвіна»            | –        |
| 2         | «Жвава леді»                  | –        |
| 2         | «Милі»                        | –        |
| 2         | «Цей певний вік»              | –        |
| 1         | «Велика трансляція 1938 року» | 1        |
| 1         | «Кентуккі»                    | 1        |

## Спеціальні відзнаки

### Почесний «Оскар»
- Дж. Артур Бал[en] – «за видатний внесок у просування кольору в кіно».
- Гаррі Ворнер – «на знак визнання патріотичної служби у створенні коротких історичних сюжетів, що представляють значні епізоди ранньої боротьби американського народу за волю».
- Гордон Дженнінгс, Ян Домела, Дев Дженнінгс, Ірмін Робертс, Арт Сміт, Фарсіот Едуарт, Лоял Гріггс, Лорен Л. Райдер, Гаррі Д. Міллс, Луї Х. Месенкоп та Волтер Оберст – «за видатні досягнення у створенні спеціальних фотографічних та звукових ефектів у виробництві «Paramount Pictures» – «Нереста Півночі[en]».
- Волт Дісней – за створення «Білосніжки та сімох гномів».
- Олівер Марш та Аллен Дейві – за кольорову кінематографію виробництва «Metro-Goldwyn-Mayer» – «Милі».

### Молодіжна нагорода Академії
«За привнесення на екран духу юності та виконання ролей підлітків».